# Berkeley Challenger
Il Berkeley Challenger è stato un torneo professionistico di tennis giocato su campi in cemento. Faceva parte dell'ATP Challenger Series. Si giocava annualmente a Berkeley negli Stati Uniti.

## Albo d'oro

### Singolare
| Anno       | Campione      | Finalista     | Punteggio     |
| ---------- | ------------- | ------------- | ------------- |
| 1986       | Brad Pearce   | Mike Bauer    | 6–1, 6–1      |
| 1985       | Eddie Edwards | Todd Witsken  | 6–3, 6–4      |
| 1984- 1983 | Non disputato | Non disputato | Non disputato |
| 1982       | Scott McCain  | David Pate    | 6–3, 7–5      |

### Doppio
| Anno       | Campioni                          | Finalisti                      | Punteggio     |
| ---------- | --------------------------------- | ------------------------------ | ------------- |
| 1986       | Randy Nixon Peter Wright          | Mike Bauer Charles Buzz Strode | 6–4, 6–3      |
| 1985       | Glenn Layendecker Glenn Michibata | Matt Doyle John Mattke         | 6–4, 6–7, 7–5 |
| 1984- 1983 | Non disputato                     | Non disputato                  | Non disputato |
| 1982       | Lloyd Bourne Matt Mitchell        | Billy Martin Bruce Nichols     | 6–4, 6–4      |